# Historia de Surinam
La historia de Surinam es el compendio de hechos que forjaron a Surinam, el país más pequeño de América del Sur, un país que presenció en sus tierras el surgimiento de la agricultura, colonias de varios países europeos y la formación de su idioma propio, el sranan tongo. Un país que en la actualidad está conformado por grupos étnicos de los cinco continentes, lo que ha generado un mestizaje único en la región, además de interesante.

## Época precolonial
Las primeras civilizaciones se suponen situadas en lo que en la actualidad es Sipaliwini, dado que se han encontrado numerosos objetos de piedra como flechas, puntas líticas, hachas de mano y cuchillos,
usadas por cazadores en el paleolítico superior, alrededor del décimo milenio antes de Cristo.  En el VI milenio a. C. algunas poblaciones a lo largo del Río Amazonas desarrollaron el cultivo, lo que les permitió crecer y movilizarse en búsqueda de nuevas tierras de cultivo, al este de Manaos, Brasil se establecieron los Tupí en cercanías del Río Amazonas, otros grupos emigraron a lo largo del Orinoco hasta llegar a la costa atlántica. Algunos grupos como los arahuacos, se establecieron alrededor del Delta del Orinoco, en la llanura costera de Guyana donde desarrollaron métodos de cultivo propios, además de algunas construcciones. Más tarde, los caribes llegaron y conquistaron a los arahuacos usando sus barcos de vela, constituyéndose como las dos tribus más grandes de la región. La enemistad de ambos permaneció hasta la llegada de los europeos. Los caribes se instalaron en la desembocadura del río Marowijne, lo que hoy es Galibi y mientras estas dos grandes tribus vivían en la costa y la sabana, grupos más pequeños de pueblos indígenas vivían en la selva tropical del interior, como la Akurio, Trio, Wayarekule, Warao, y Wayana. Entre las lenguas que se desarrollaron en esa época están el arawak lokono y el Mawayana.

## Época colonial
Los neerlandeses comenzaron a explorar e instalarse en Guayana a finales del siglo XVI, seguido de los británicos. Ambos comenzaron a comerciar con los pueblos Amerindios en el alto. Los primeros visitantes europeos fueron comerciantes neerlandeses, pero las primeras colonias fueron instaladas por británicos, los cuales llevaron esclavos para trabajar en sus plantaciones. Impulsados por la leyenda de El Dorado, La Compañía Neerlandesa de las Indias Occidentales estableció una fortaleza en Kyk-over-al en 1616, el que fue el primer fuerte en las Guayanas, que entonces comprendía tres colonias: Demerara, Berbice y Essequibo. Tentativas de asentarse en el interior fracasaron, y los europeos se establecieron en la costa donde crearon plantaciones trabajadas por esclavos africanos. En el siglo XIX, Surinam quedó definitivamente bajo control neerlandés.
En 1863, las colonias neerlandesas abolieron la esclavitud, y esta mano de obra fue sustituida por el trabajo de inmigrantes indios y javaneses. Así se generó una estructura étnica compleja, con una mayoría de población india reacia, fuertemente apegada a sus tradiciones culturales; los «criollos» descendientes de esclavos, los javaneses, los «negros cimarrones» (cuyos ancestros fueron esclavos fugados a la selva), los indios americanos y una pequeña minoría europea.
Las diferencias étnicas, culturales y lingüísticas dificultaron el surgimiento de una conciencia nacional. Los criollos, reunidos en el NPK (National Party Kombination, una coalición de cuatro partidos de centro-izquierda), acaudillaron la lucha independentista a partir de la Segunda Guerra Mundial, mientras que el Vatan Hitkari de Jagernath Lachmon, que representa a la población india, en gran parte comerciantes y empresarios, intentó postergarla.
En octubre de 1973, los independentistas ganaron las elecciones legislativas y Henck Arron, cabecilla del Partido Nacional de Surinam (NPS), se convirtió en primer ministro del gobierno local, que desde 1954 ya tenía cierto grado de autonomía.

## Surinam independiente
La independencia fue finalmente proclamada en 1975. Muchos surinameses de clase media aprovecharon su nacionalidad neerlandesa para emigrar a la metrópoli (casi un tercio de la población), lo que provocó una grave escasez de cuadros técnicos y profesionales. El país se quedó sin la mano de obra cualificada que lo hacía funcionar, con la excepción de la empleada por las empresas Suralco y Billiton, dos transnacionales que monopolizan la bauxita y, de hecho, la vida económica del país.
Las actividades económicas decayeron y la agricultura retrocedió a niveles muy precarios.
El 26 de febrero de 1980, el primer ministro fue derrocado por un pronunciamiento («la revolución de los sargentos»). El Consejo Militar Nacional (CMN) convocó a los dirigentes opositores a gobernar y varios dirigentes izquierdistas asumieron puestos en el gabinete. Un año más tarde, un nuevo golpe de Estado dio el poder al teniente coronel Desiré Dési Delano Bouterse.
El gobierno estableció relaciones con Cuba enfrentando la oposición interna y la externa de Estados Unidos y Países Bajos. En 1982, sindicatos, comerciantes y grupos profesionales empezaron a manifestar su descontento. En diciembre, 15 periodistas, intelectuales y dirigentes sindicales, acusados de conspirar contra el Estado, fueron ejecutados extrajudicialmente en Fuerte Zeelandia.
«Los asesinatos de diciembre» quedaron en la memoria de la ciudadanía como uno de los hechos más traumáticos en la historia del país. En enero de 1983 Bouterse formó un nuevo gobierno con civiles y militares y designó como primer ministro al nacionalista Errol Alibux, de la Unión Progresista de Trabajadores y Agricultores. Después de la invasión de EE. UU. a Granada el gobierno surinamés dio un vuelco en sus relaciones y pidió a Cuba retirar su embajador así como la suspensión de todos los convenios de cooperación firmados. En un esfuerzo por reducir el aislamiento de Surinam, el gobierno se integró a la Comunidad del Caribe (CARICOM) como observador y restableció relaciones con Cuba, Granada, Nicaragua, Brasil y Venezuela. En 1986 la violencia creció nuevamente en el país, iniciándose la denominada Guerra Civil de Surinam. El 29 de noviembre de ese año, una unidad militar especial atacó el pueblo de Moiwana, incendió la casa del jefe de la oposición armada Ronnie Brunswijk y mató a 35 personas, la mayoría mujeres y niños.

## Comienzo de la democracia
En 1987 se celebran elecciones libres en las que participaron todos los partidos y casi 150.000 habitantes. En las elecciones de 1987 triunfó el Frente por la Democracia y el Desarrollo. En julio de 1989 el presidente Ramsewak Shankar acordó una amnistía con la guerrilla, otorgando la posibilidad de mantenerse armados en el interior de la selva.
Bouterse y el NDP (Partido Nacional Democrático) se opusieron, argumentando que se estaba legalizando una fuerza militar autónoma.
Años después, en 1990, se reabrió la investigación y el inspector Herman Gooding, responsable de la instrucción, fue asesinado y su cuerpo fue tirado frente a las oficinas del coronel Bouterse. En abril de 1987 la Asamblea Nacional aprobó una Constitución que sirvió de marco para el retorno a la institucionalidad.
El proyecto contó con el apoyo de los tres principales partidos políticos y del ejército.

## Democracia
El Nuevo Frente (NF) triunfó en las elecciones para la Asamblea Nacional de mayo de 1991; una de sus mayores propuestas consistía en el restablecimiento de las relaciones con el gobierno neerlandés. El 16 de septiembre, Ronald Venetiaan, cabecilla del NF, resultó elegido presidente y en octubre impulsó una política de reducción del gasto de defensa y de las FF. AA. Se inició un proceso de pacificación con los movimientos guerrilleros y su desarme bajo supervisión de Brasil y Guyana, representando la ONU. En 1993 el país sufrió las consecuencias de la caída del precio de la bauxita y la contracción de su economía a un ritmo promedio anual del 2,6%. El nuevo gobierno civil adoptó un riguroso programa de ajuste estructural, que originó un importante descontento en la población.
La pobreza y el desempleo en el interior del país constituyeron el trasfondo de la ocupación del Embalse Brokopondo, 100 kilómetros al sur de Paramaribo, en marzo de 1994.
Los rebeldes, que reclamaban la renuncia del gobierno, fueron expulsados por tropas gubernamentales, tras cuatro días de ocupación. En abril de 1997, los Países Bajos libraron una orden de captura internacional contra el exdictador Bouterse, sospechoso de mantener vínculos con el narcotráfico. En respuesta, el entonces presidente Jules Wijdenbosch designó al exdictador como consejero de Estado, lo que le valió la inmunidad diplomática. A fines de ese año, un frustrado intento de golpe de Estado culminó con el arresto de 17 oficiales de bajo rango. La tentativa golpista fue relacionada con las condiciones de trabajo de los soldados, deteriorada por los bajos salarios y la vetustez de sus equipos.
El malestar social y una crisis económica sin precedentes se intensificaron en los primeros meses de 1999. La mayor huelga general de la historia de Surinam —que dejó al país prácticamente paralizado— y gigantescas manifestaciones de protesta que se desarrollaron durante meses en Paramaribo llevaron al parlamento a deponer, en junio, al gabinete de Wijdenbosch, acusándolo del colapso económico del país. En mayo de 2000, el NF ganó las elecciones parlamentarias y, en agosto, Venetiaan fue elegido presidente con 37 de los 51 votos de la Asamblea Nacional.
Las tensiones entre Surinam y Guyana debido a la disputa que desde hacía décadas mantenían por aguas territoriales se agravaron en junio de 2000 cuando un navío surinamés obligó a retirarse a la compañía canadiense CGX Energy, que había obtenido permiso de exploración de petróleo por parte de Guyana. En julio, durante varios días hubo una negociación entre los caudillos de ambos países, estos no llegaron a un acuerdo después de varios días de negociaciones en Jamaica, la empresa canadiense suspendió entonces el proyecto.
En noviembre de 2000, el Tribunal Supremo de Ámsterdam sentenció que el golpista Bouterse sería procesado nuevamente in absentia, acusado de haber encabezado una red de contrabando de cocaína durante su gobierno y de los asesinatos de 1982. Surinam había empezado a investigar los asesinatos y pidió a los Países Bajos cooperación y asistencia. Al no existir tratado de extradición entre los dos países, Suriname no estaba obligado a enviar a Bouterse a Países Bajos para afrontar el juicio. A mediados de 2001, durante la ceremonia de traspaso de mando, el excomandante del ejército nacional Glenn Sedney ofreció sus disculpas a la comunidad surinamesa por las «heridas y divisiones» que los militares habían causado en el pasado.
El infortunio financiero conjugado con los bajos precios del mercado provocaron que las compañías bananeras estatales fueran cerradas en abril de 2002, lo que desencadenó protestas y demandas de parte de los trabajadores. En mayo de 2002, el presidente Venetiaan manifestó la necesidad de que se vigilara de manera continua el respeto a la libertad de expresión y de que se reconociera que en las décadas de 1980 y 1990 se produjeron incidentes de intimidación hacia periodistas y directores de periódicos y emisoras de radio.
Venetiaan firmó la «Declaración de Chapultepec», relativa a la libertad de expresión.
Los miembros de la Asociación de Periodistas recibieron la medida con agrado, e hicieron hincapié en la necesidad de reformar algunas leyes de acuerdo con las directrices recogidas en la declaración. En una maniobra que buscaba afianzar la economía, en enero de 2004 se estableció el dólar surinamés como la nueva moneda vigente, en sustitución del guilder neerlandés. Ningún candidato alcanzó los dos tercios de los votos parlamentarios necesarios para la presidencia en la primera vuelta de las elecciones de julio de 2005; en la segunda ronda sucedió lo mismo. Finalmente, la Asamblea Popular Unida, un órgano regional formado por 891 parlamentarios y representantes de distritos, reeligió a Venetiaan como presidente con 560 de los 879 votos. En mayo de 2006 fuertes lluvias azotaron al país y causaron severas inundaciones. Más de 30 000 km cuadrados de territorio quedaron sumergidos bajo las aguas y 175 pueblos fueron prácticamente «borrados del mapa» al ser tapados por capas de hasta dos metros de barro. Unas 25 000 personas perdieron todo lo que tenían. El gobierno, que catalogó la situación como «desastre», solicitó la ayuda inmediata de organismos internacionales.
El anuario El Mundo Indígena 2006, elaborado por el Grupo Internacional de Trabajo sobre Asuntos Indígenas (IWGIA), denunció que un proyecto de Ley de Minería, que estaba siendo estudiado por la Asamblea Nacional, era racialmente discriminatorio. El proyecto, de ser aprobado, llevaría a que varias comunidades indígenas del norte del país se vieran obligadas a abandonar sus tierras para el asentamiento de nuevas minas. A su vez, según IWGIA, los habitantes de las zonas vecinas estarían demasiado expuestos a la incidencia del mercurio utilizado en las minas, lo que podría traer aparejadas malformaciones congénitas, así como envenenamiento por mercurio en adultos. En octubre de 2006 el asesinato de varias personas sin hogar mientras dormían en las calles de la capital estremeció al país. Dos de ellos habían sido baleados en febrero y otros dos, incendiados con gasolina en mayo.La última víctima fue asesinada con un hacha, la policía sospecha de que un asesino en serie es el responsable.
El número de personas sin hogar, la mayoría de ellos con enfermedades mentales, ha ido en aumento en al capital durante los últimos años. La disputa con Guyana por los derechos de una cuenca submarina, iniciada en 2004, en agosto de 2007 seguía pendiente de resolución.Ambos gobiernos esperaban que la ONU expidiera una resolución en los próximos  meses. Según expertos, la cuenca podría albergar unos 15 000 millones de barriles de petróleo y otro tanto de gas natural. El 25 de mayo de 2010 el exdictador Dési Bouterse resultó ganador en las elecciones aunque no alcanzó la mayoría necesaria para ser presidente electo, debiendo formar un gobierno de coalición. Cinco años después, en las elecciones de 2015, su fuerza política, el Partido Nacional Democrático, obtuvo la mayoría absoluta de escaños en la Asamblea Nacional, pudiendo ser Bouterse reelegido para otro mandato de cinco años.
Finalmente en noviembre de 2019 un tribunal militar surinamés condenó a Bouterse a 20 años de prisión por su responsabilidad en los hechos, si bien no ordenó su arresto de forma inmediata. Como reacción, políticos de la oposición pidieron su renuncia a la presidencia. No obstante, la sentencia aún puede ser apelada.
En las elecciones de 2020, los partidos opositores liderados por el Partido de la Reforma Progresista de Chan Santokhi lograron vencer a un debilitado Partido Nacional Democrático y llegar a un acuerdo de gobierno, lo que le permitió a Santokhi asumir como nuevo Presidente de Surinam.